# 阿沛·仁青
阿沛·仁青（藏語：ང་ཕོད་རིན་ཆེན་，威利转写：nga phod rin chen，1938年12月—）藏族，西藏拉萨人，原西藏自治区旅游局局长，阿沛·阿旺晋美的长子。

## 生平
阿沛·仁青小时候和其他西藏贵族家庭的孩子一样，被送到印度留学。1951年，西藏和平解放。中央人民政府驻藏代表张经武取道印度赴西藏，途经印度噶伦堡时，宴请了阿沛·阿旺晋美的孩子阿沛·白玛、阿沛·龙日、阿沛·仁青。参加宴席的还有擦绒·顿珠卓玛（擦绒·达桑占堆之女）等同样在印度留学的西藏贵族的孩子。 
西藏和平解放后，他转到北京学习，在中央民族学院预科毕业之后，考入中国人民大学政治经济学系。1965年3月加入中国共产党。毕业时，正逢文化大革命，被分配到青海省西宁市的一个中学教外语。1976年调回北京，在民族出版社工作。后来回到西藏任职。1993年时，正在担任西藏自治区旅游局局长。